# أكيهيرو كوريهارا
أكيهيرو كوريهارا (باليابانية: 栗原 明洋) (2 مايو 1985 في غونما في اليابان – )؛ هو لاعب كرة قدم سابق كان يلعب كلاعب وسط.

## وصلات خارجية
- أكيهيرو كوريهارا على موقع قاعدة بيانات كرة القدم.إي يو (الإنجليزية)
- أكيهيرو كوريهارا على موقع عالم كرة القدم.نت (الإنجليزية)